# Planinica (Trstenik)
Planinica (em cirílico: Планиница) é uma vila da Sérvia localizada no município de Trstenik, pertencente ao distrito de Rasina, na região de Zapadno Pomoravlje. A sua população era de 167 habitantes segundo o censo de 2011.

## Demografia
| 1948 | 1953 | 1961 | 1971 | 1981 | 1991 | 2002 | 2011 |
| ---- | ---- | ---- | ---- | ---- | ---- | ---- | ---- |
| 404  | 402  | 399  | 339  | 279  | 222  | 198  | 167  |